# Cezar Bădiţă
Cezar Alexandru Bădiță (Bucarest, Rumanía, 12 de abril de 1979) es un nadador retirado especializado en pruebas de estilo combinado. Fue subcampeón de Europa en la prueba de 400 metros estilos durante el  Campeonato Europeo de Natación de 2000.
Representó a Rumanía en los Juegos Olímpicos de Sídney 2000.

## Palmarés internacional
| Campeonato Europeo de Natación | Campeonato Europeo de Natación | Campeonato Europeo de Natación | Campeonato Europeo de Natación |
| Año                            | Lugar                          | Medalla                        | Prueba                         |
| ------------------------------ | ------------------------------ | ------------------------------ | ------------------------------ |
| 2000                           | Helsinki ( Finlandia)          | Medalla de plata               | 400 m estilos                  |